# Władysław Michał Zaleski
Władysław Michał Zaleski (Veliuona, 26 maggio 1852 – Roma, 5 ottobre 1925) è stato un diplomatico e patriarca cattolico polacco.

## Biografia
Nato da una famiglia polacca in Lituania sotto il dominio russo, fece i primi studi a Vilnius e poi a Kaunas e, entrato nello stato ecclesiastico, si trasferì a Roma dove conseguì il dottorato in teologia presso la Pontificia Università Gregoriana.
Entrò nel servizio diplomatico della Santa Sede: prestò servizio in Spagna e in India; rappresentò papa Leone XIII in occasione delle celebrazioni per il giubileo reale della regina Vittoria.
Lavorò come esperto di affari esteri presso la congregazione di Propaganda fide a Roma fino al 1892, quando fu nominato delegato apostolico nelle Indie orientali con la dignità di arcivescovo titolare di Tebe. Fissò la sua residenza a Kandy, dove fondò un seminario pontificio.
Lasciò la delegazione apostolica nel 1916 e rientrò a Roma, dove fu nominato patriarca di Antiochia dei Latini.
Morì a Roma nel 1925 e nel 1957 la sua salma fu traslata a Pune, dove era stata trasferita la sede del seminario da lui fondato.

## Genealogia episcopale e successione apostolica
La genealogia episcopale è:

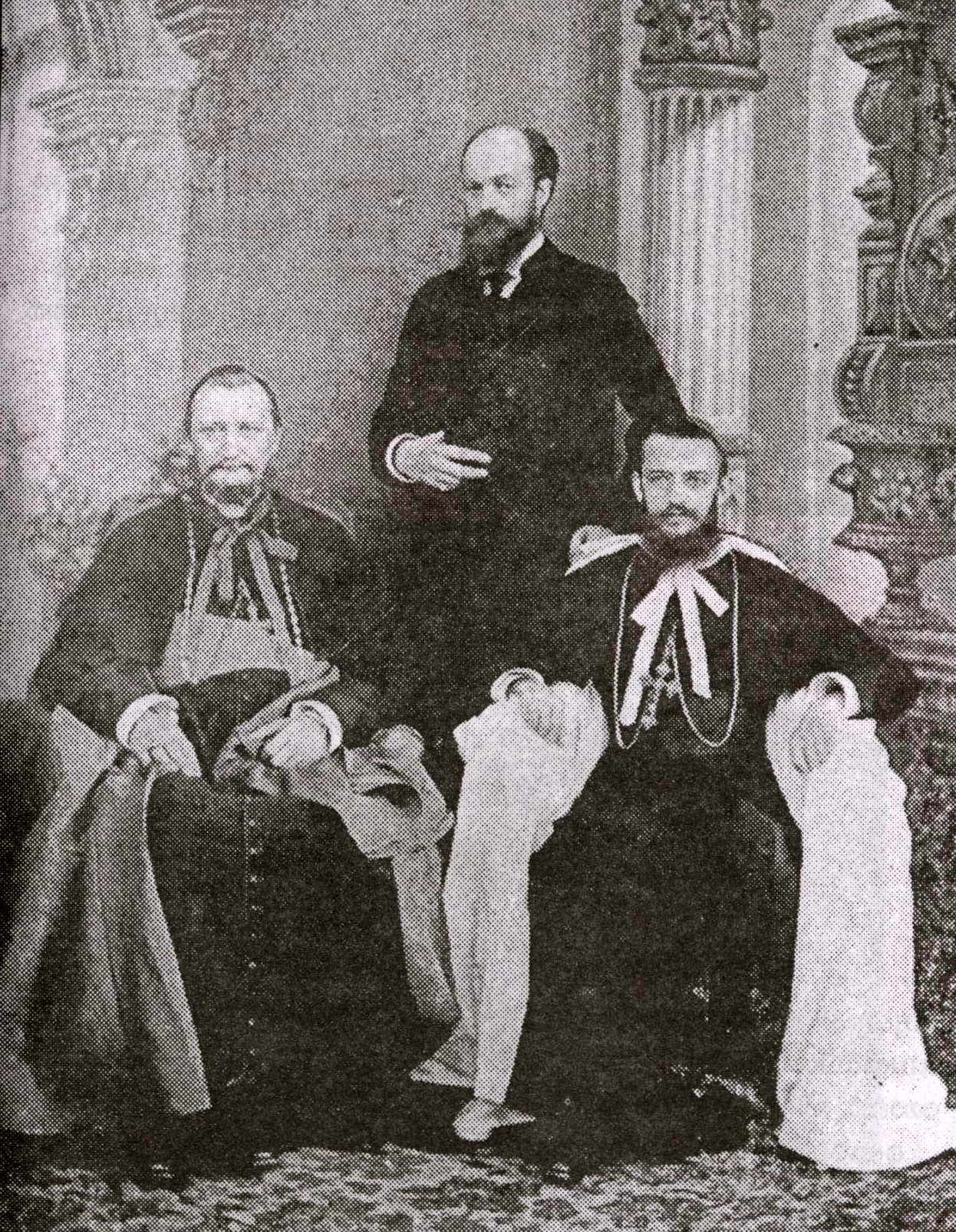
L'arcivescovo Władysław Zaleski col vescovo Aloysius Benziger nel 1900

- Vescovo Johannes Wolfgang von Bodman
- Vescovo Marquard Rudolf von Rodt
- Vescovo Alessandro Sigismondo di Palatinato-Neuburg
- Vescovo Johann Jakob von Mayr
- Vescovo Giuseppe Ignazio Filippo d'Assia-Darmstadt
- Arcivescovo Clemente Venceslao di Sassonia
- Arcivescovo Massimiliano d'Asburgo-Lorena
- Vescovo Kaspar Max Droste zu Vischering
- Vescovo Joseph Louis Aloise von Hommer
- Vescovo Nicolas-Alexis Ondernard
- Vescovo Jean-Joseph Delplancq
- Cardinale Engelbert Sterckx
- Vescovo Jean-Joseph Faict
- Arcivescovo Paul Goethals, S.I.
- Patriarca Władysław Michał Zaleski

La successione apostolica è:
- Vescovo Aloysius Pareparambil (1896)
- Vescovo John Menacherry (1896)
- Vescovo Matthew Makil (1896)
- Arcivescovo Adalric Benziger, O.C.D. (1900)
- Arcivescovo Augustine Kandathil (1911)
- Vescovo Thomas Kurialachery (1911)
- Vescovo Beda Beckmeyer, O.S.B. (1912)
- Vescovo Alexander Chulaparambil (1914)